# Kyle Patterson
Kyle Patterson, född 6 januari 1986 i Birmingham, är en engelsk fotbollsspelare (yttermittfältare) som spelar för Lichfield City.
Patterson spelade för Gais 2010. Han kom då från Los Angeles Galaxy i USA. 